# Vibraye
Vibraye – miejscowość i gmina we Francji, w regionie Kraj Loary, w departamencie Sarthe.
Według danych na rok 1990 gminę zamieszkiwało 2609 osób, a gęstość zaludnienia wynosiła 60 osób/km² (wśród 1504 gmin Kraju Loary Vibraye plasuje się na 199. miejscu pod względem liczby ludności, natomiast pod względem powierzchni na miejscu 109.).